# 埃爾希卡拉爾

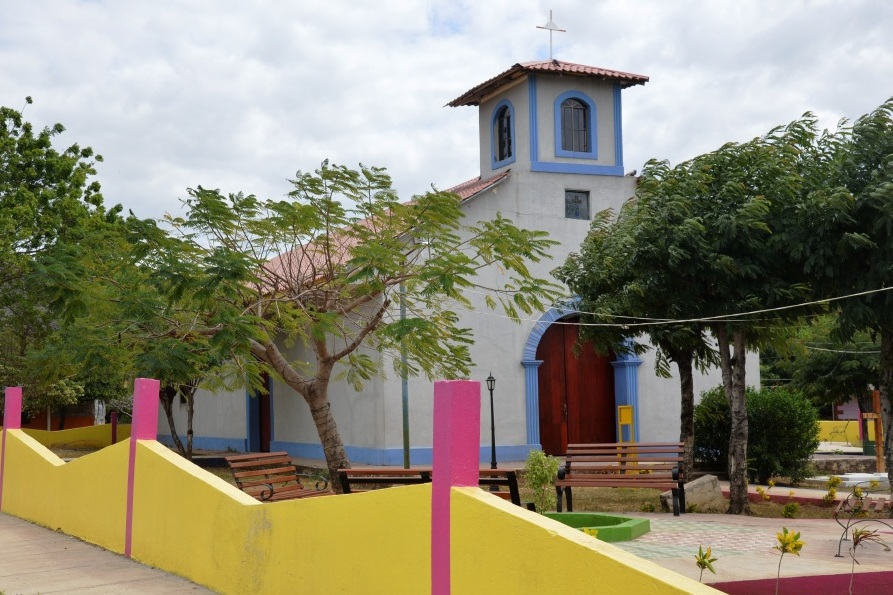
埃爾希卡拉爾

埃爾希卡拉爾（西班牙語：El Jicaral），是尼加拉瓜的城鎮，位於該國西部，由萊昂省負責管轄，始建於1834年5月13日，面積431平方公里，海拔高度163米，2005年人口10,326，人口密度每平方公里23.96人。
12°44′N 86°23′W / 12.733°N 86.383°W